# Портель-де-Корбьер
Порте́ль-де-Корбье́р (фр. Portel-des-Corbières) — коммуна во Франции, находится в регионе Лангедок — Руссильон. Департамент коммуны — Од. Входит в состав кантона Сижан. Округ коммуны — Нарбонна.
Код INSEE коммуны — 11295.

## Население
Население коммуны на 2008 год составляло 1135 человек.
| 1962 | 1968 | 1975 | 1982 | 1990 | 1999 | 2007 |
| ---- | ---- | ---- | ---- | ---- | ---- | ---- |
| 857  | 881  | 836  | 889  | 971  | 1053 | 1135 |

## Экономика

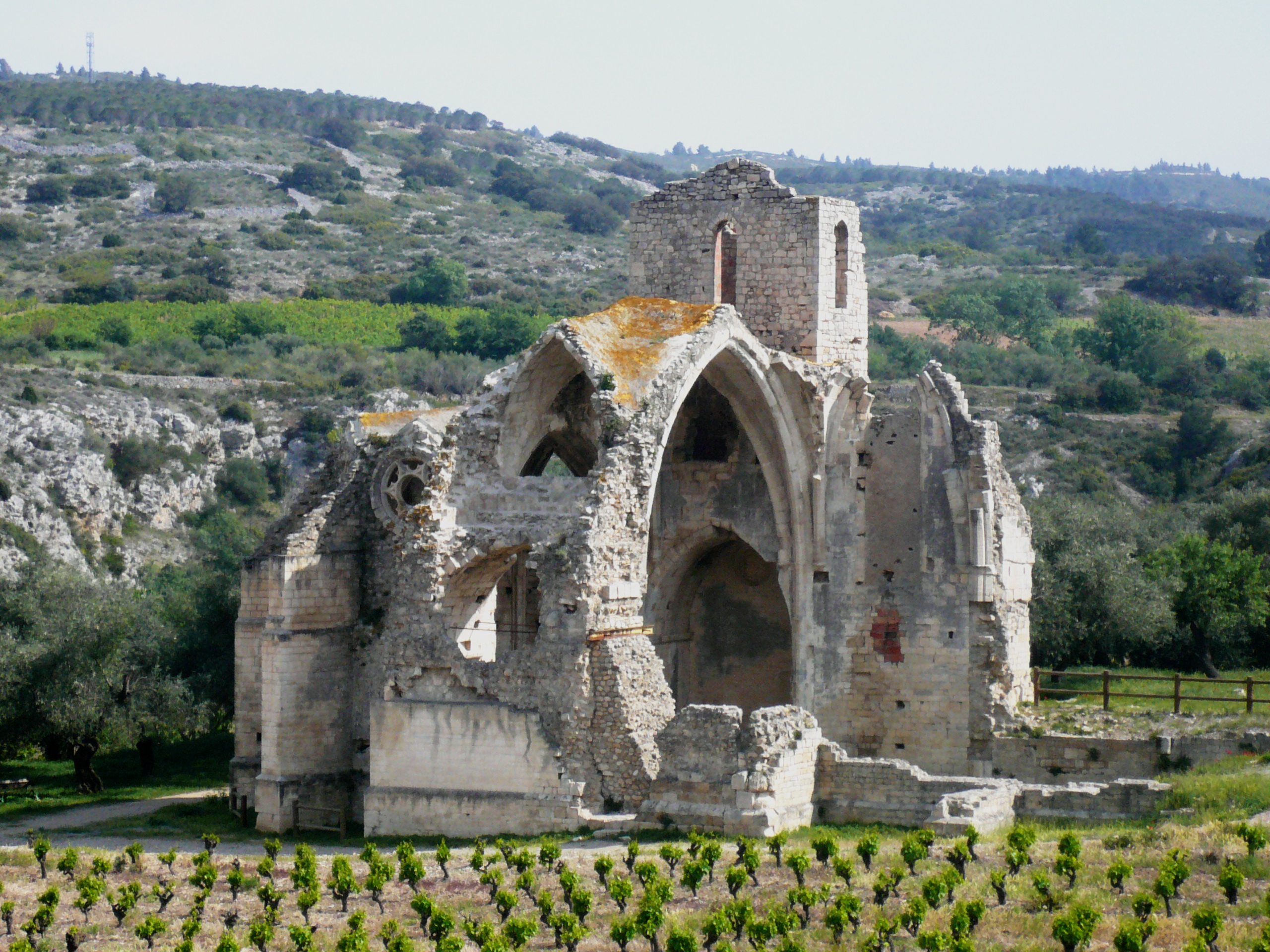
Церковь Нотр-Дам-де-Убьель

В 2007 году среди 730 человек в трудоспособном возрасте (15—64 лет) 513 были экономически активными, 217 — неактивными (показатель активности — 70,3 %, в 1999 году было 65,9 %). Из 513 активных работали 454 человека (275 мужчин и 179 женщин), безработных было 59 (27 мужчин и 32 женщины). Среди 217 неактивных 48 человек были учениками или студентами, 72 — пенсионерами, 97 были неактивными по другим причинам.

## Достопримечательности
- Руины часовни в готическом стиле
- Ресторан в замке Латур
- Церковь Нотр-Дам-де-Убьель

## Города-побратимы
- Ле-Портель (Франция)